# 小中川村
小中川村（こなかがわむら）は、かつて新潟県西蒲原郡に存在した村。

## 沿革
- 1901年（明治34年）11月1日 - 西蒲原郡小中川郷村、川前村、三方崎村が合併し、小中川村が成立。
- 1954年（昭和29年）3月31日 - 西蒲原郡燕町、小池村、松長村と合併し、市制施行して燕市となり消滅。